# زبان بارانکنیو
بارانکنیو گویشی از زبان پرتغالی است که بشدت تحت تأثیر زبان اکسترامادورایی قرار گرفته یا گویشی از اکسترامادورایی است که تحت نفوذ پرتغالی بوده‌است.این زبان در مناطق اندلس و اکسترامادورا میان مرز پرتغال و اسپانیا توسط جمعیت اندکی تکلم می‌شود.بیشتر گویشوران این زبان در شهر بارانکوس در کشور پرتغال بسر می برند.